# Geisha (hémiptère)
Genre
Geisha est un genre d'insectes hémiptères de la famille des Flatidae, originaire d'Extrême-Orient.

## Liste d'espèces
Selon Catalogue of Life (21 sept. 2013) :
- Geisha bifurcata
- Geisha distinctissima
- Geisha qinlingeinsis

Selon NCBI (21 sept. 2013) :
- Geisha distinctissima